# 瀚智集團
瀚智集團有限公司，簡稱瀚智集團（港交所除牌時0516.HK），於1992年由前香港商人馮祥先生創立，其股份自在1992年於香港交易所上市。第一次更名為「和信致遠股份有限公司」；數年後，再更名為「瀚智集團有限公司」。
1999年開始出現財政問題，加上公屋已開始停建，無疑雪上加霜，因此已把旗下建築祥記馮祥及其他建築業務全權出售，轉為傳媒產業一分子。
現已成為辜振甫家族創立和信集團一分子。
2015年2月13日，瀚智集團被港交所上市上訴委員會決定在2015年2月17日撤銷上市。
2016年2月6日，瀚智集團以新台幣325,000,000元（相當於約75,400,000港元）收購台灣中信房屋全部權益。

## 外部連結
- capitalfp.com.hk/eng/index.jsp?co=516 （页面存档备份，存于）